# Dyptyk św. Jana Chrzciciela i św. Weroniki
Dyptyk św. Jana Chrzciciela i św. Weroniki (Dyptyk Bernarda Bemba) – dyptyk niderlandzkiego malarza niemieckiego pochodzenia Hansa Memlinga. Dyptyk jest rozdzielony: skrzydło ze św. Janem Chrzcicielem znajduje się w Starej Pinakotece w Monachium, a część z postacią św. Weroniką w National Gallery of Art w Waszyngtonie.

## Opis dyptyku

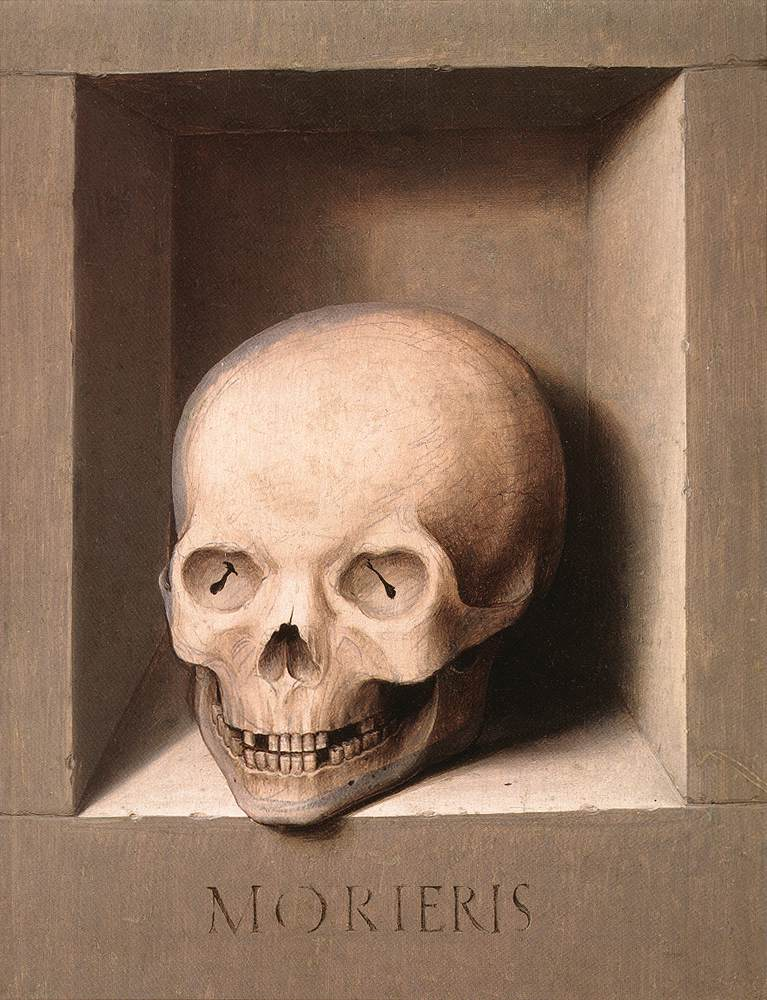
Czaszka z rewersu lewej tablicy

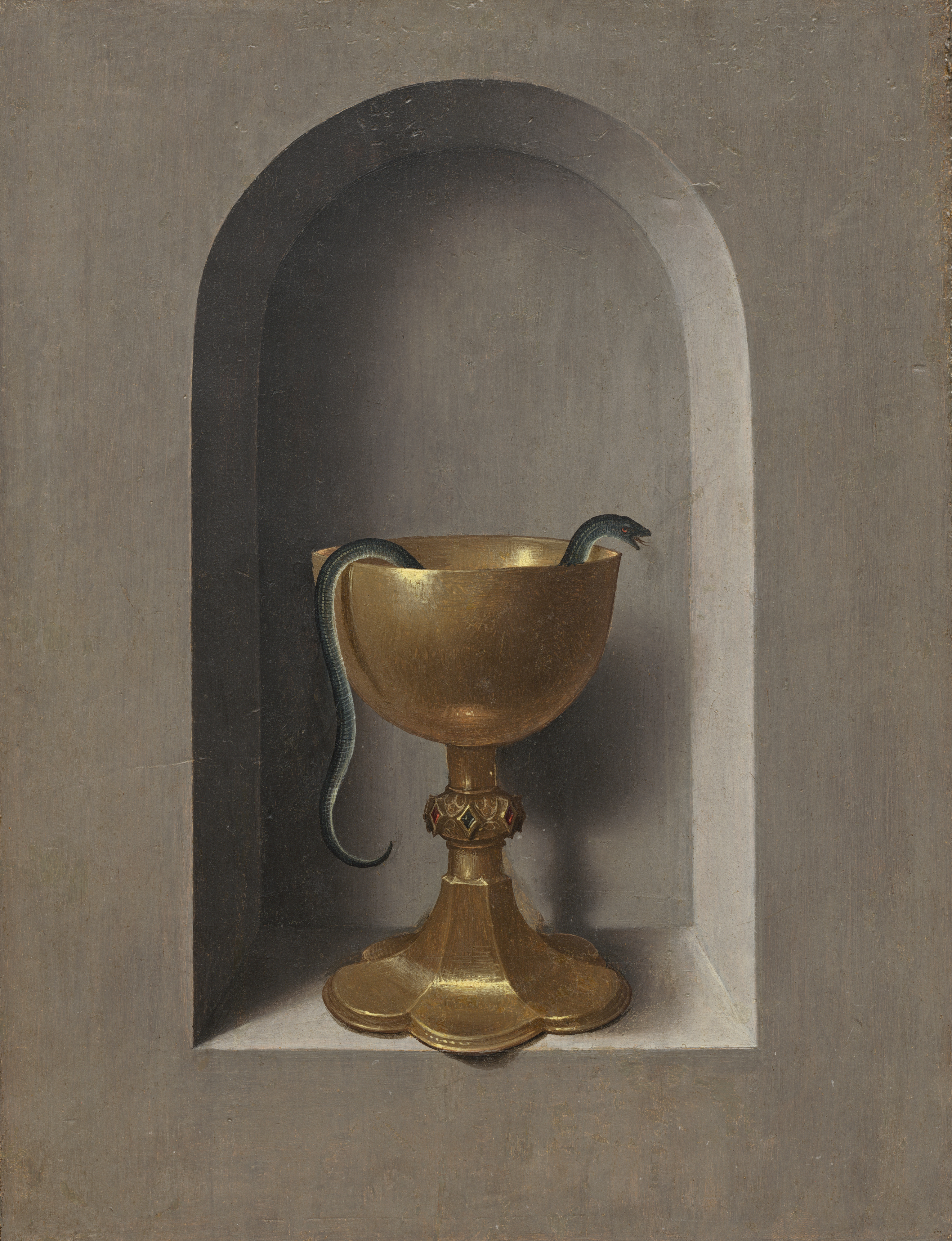
Kielich z wężem z rewersu prawej tablicy

Identyfikacja ukazanych świętych nie stanowi problemu. Memling zgodnie z ikonografią chrześcijańską ukazuje Jan Chrzciciela w towarzystwie baranka i w charakterystycznej dla niego szacie; Weronika trzyma chustę z podobizną Jezusa Chrzciciela. Na odwrocie panelu z Janem Chrzcicielem znajduje się, wykonane techniką grisaille, czaszka z inskrypcją MORIERIS (umrzesz); na prawym panelu natomiast kielich z wężem, symbolizujący truciznę jaką musiał wypić Jan.

## Historia i interpretacja
Dyptyk znajdował się w posiadaniu Bernarda Bemba, włoskiego humanisty, tego samego którego Memling przedstawił na portrecie Portret mężczyzny z monetą. W jaki sposób dyptyk znalazł się w posiadaniu Bemba nie jest jasne. Być może został on zamówiony przez niego w 1474 roku, gdy Włoch przebywał w Brugii jako poseł wenecki; mógł być również zakupiony od brugijskiego kupca i patrycjusza, jak podejrzewa Wolfgang Kermer w swojej pracy z 1967 roku, od Jana Floreinsa, członka bractwa szpitalnego. Na jego zlecenie artysta wykonał tryptyk znany jako Tryptyk Floreins. Memling często wykorzystywał kompozycje wcześniejszych swoich prac w nowych zamówieniach. Tak było w przypadku Pokłonu Trzech Króli z Tryptyku rodziny Donne i Pokłonu Trzech Króli z Tryptyku Pokłonu Trzech króli z Prado. Podobna repetycja kompozycji i schematu występuje w Dyptyku św. Jana Chrzciciela i św. Weroniki wzorowanego na wizerunkach świętych znajdujących się na odwrocie Tryptyku Jana Florensis.